# Nyahururu

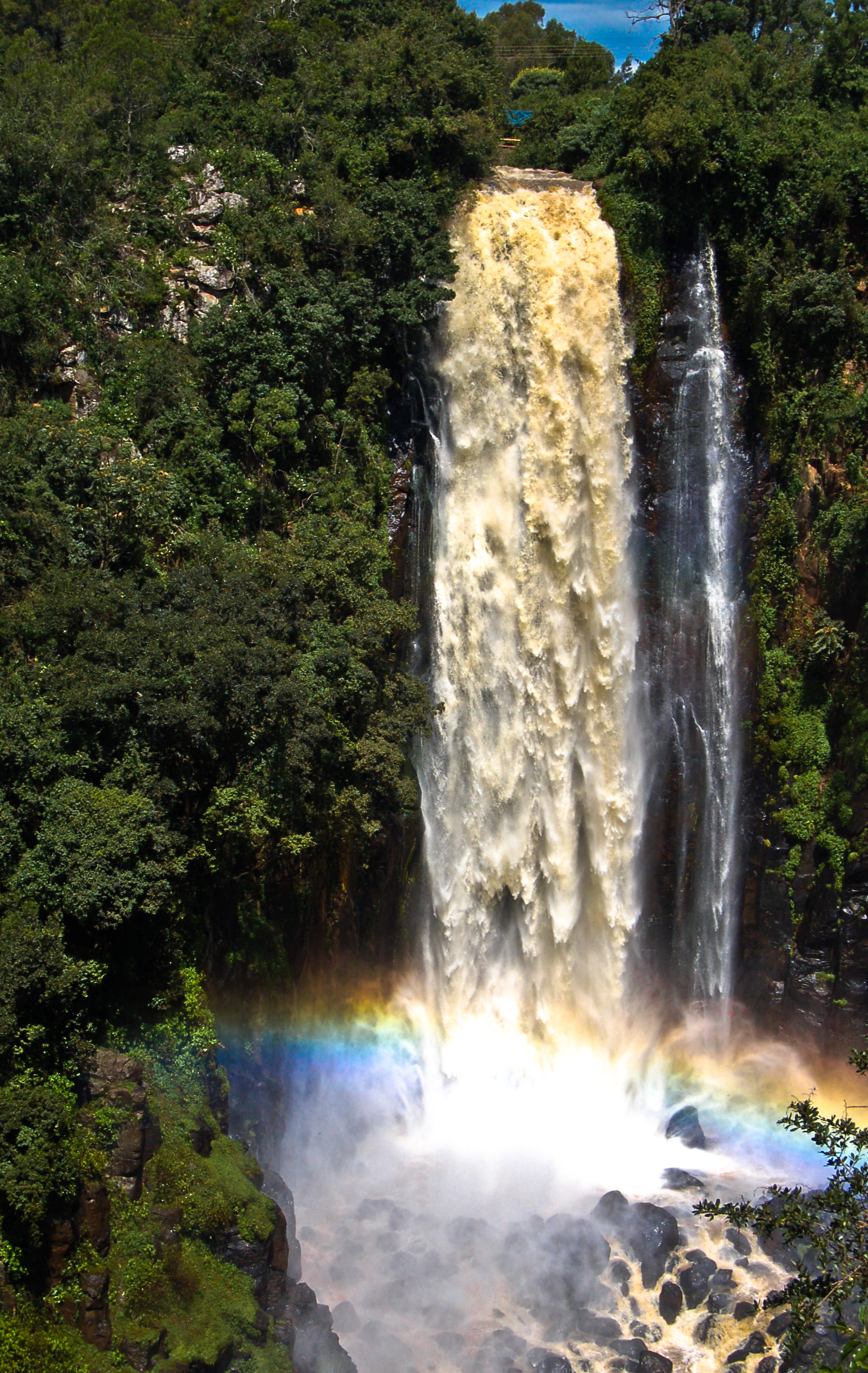
Nyahururu

Nyahururu är en ort i distriktet Laikipia i provinsen Rift Valley i Kenya, med cirka 25 000 invånare.